# Danh sách tiểu hành tinh: 21001–21100
| Tên                   | Tên đầu tiên | Ngày phát hiện       | Nơi phát hiện          | Người phát hiện                  |
| --------------------- | ------------ | -------------------- | ---------------------- | -------------------------------- |
| 21001 Trogrlic        | 1987 GF      | 1 tháng 4 năm 1987   | Palomar                | A. Maury                         |
| 21002 -               | 1987 QU7     | 29 tháng 8 năm 1987  | La Silla               | E. W. Elst                       |
| 21003 -               | 1987 YV1     | 17 tháng 12 năm 1987 | La Silla               | E. W. Elst, G. Pizarro           |
| 21004                 | 1988 BM4     | 22 tháng 1 năm 1988  | La Silla               | H. Debehogne                     |
| 21005                 | 1988 BF5     | 28 tháng 1 năm 1988  | Siding Spring          | R. H. McNaught                   |
| 21006 -               | 1988 DG2     | 17 tháng 2 năm 1988  | La Silla               | E. W. Elst                       |
| 21007 -               | 1988 FD3     | 19 tháng 3 năm 1988  | La Silla               | W. Ferreri                       |
| 21008 -               | 1988 PE      | 9 tháng 8 năm 1988   | Palomar                | E. F. Helin                      |
| 21009 -               | 1988 PN1     | 12 tháng 8 năm 1988  | Haute Provence         | E. W. Elst                       |
| 21010 Kishon          | 1988 PL2     | 13 tháng 8 năm 1988  | Tautenburg Observatory | F. Börngen                       |
| 21011                 | 1988 RP4     | 1 tháng 9 năm 1988   | La Silla               | H. Debehogne                     |
| 21012                 | 1988 RU9     | 8 tháng 9 năm 1988   | La Silla               | H. Debehogne                     |
| 21013 -               | 1988 RW10    | 14 tháng 9 năm 1988  | Cerro Tololo           | S. J. Bus                        |
| 21014 Daishi          | 1988 TS1     | 13 tháng 10 năm 1988 | Geisei                 | T. Seki                          |
| 21015 -               | 1988 UF      | 16 tháng 10 năm 1988 | Kitami                 | T. Fujii, K. Watanabe            |
| 21016 Miyazawaseiroku | 1988 VA      | 2 tháng 11 năm 1988  | Geisei                 | T. Seki                          |
| 21017 -               | 1988 VP      | 3 tháng 11 năm 1988  | Yorii                  | M. Arai, H. Mori                 |
| 21018                 | 1988 VV1     | 2 tháng 11 năm 1988  | Gekko                  | Y. Oshima                        |
| 21019                 | 1988 VC2     | 2 tháng 11 năm 1988  | Kushiro                | S. Ueda, H. Kaneda               |
| 21020 -               | 1988 VH2     | 8 tháng 11 năm 1988  | Okutama                | T. Hioki, N. Kawasato            |
| 21021                 | 1988 XL2     | 7 tháng 12 năm 1988  | Gekko                  | Y. Oshima                        |
| 21022 Ike             | 1989 CR      | 2 tháng 2 năm 1989   | Geisei                 | T. Seki                          |
| 21023                 | 1989 DK      | 28 tháng 2 năm 1989  | La Silla               | H. Debehogne                     |
| 21024 -               | 1989 GD3     | 3 tháng 4 năm 1989   | La Silla               | E. W. Elst                       |
| 21025 -               | 1989 SL2     | 16 tháng 9 năm 1989  | La Silla               | E. W. Elst                       |
| 21026 -               | 1989 SE4     | 16 tháng 9 năm 1989  | La Silla               | E. W. Elst                       |
| 21027 -               | 1989 SR5     | 28 tháng 9 năm 1989  | La Silla               | E. W. Elst                       |
| 21028 -               | 1989 TO      | 4 tháng 10 năm 1989  | Palomar                | E. F. Helin                      |
| 21029 -               | 1989 TA6     | 7 tháng 10 năm 1989  | La Silla               | E. W. Elst                       |
| 21030 -               | 1989 TZ11    | 2 tháng 10 năm 1989  | Cerro Tololo           | S. J. Bus                        |
| 21031                 | 1989 TO15    | 3 tháng 10 năm 1989  | La Silla               | H. Debehogne                     |
| 21032                 | 1989 TN16    | 4 tháng 10 năm 1989  | La Silla               | H. Debehogne                     |
| 21033 -               | 1989 UM      | 21 tháng 10 năm 1989 | Kitami                 | K. Endate, K. Watanabe           |
| 21034                 | 1989 WB3     | 25 tháng 11 năm 1989 | Gekko                  | Y. Oshima                        |
| 21035 -               | 1990 AE      | 1 tháng 1 năm 1990   | Kitami                 | K. Endate, K. Watanabe           |
| 21036 -               | 1990 BA2     | 30 tháng 1 năm 1990  | Kushiro                | M. Matsuyama, K. Watanabe        |
| 21037                 | 1990 EB      | 4 tháng 3 năm 1990   | Dynic                  | A. Sugie                         |
| 21038 -               | 1990 EP3     | 2 tháng 3 năm 1990   | La Silla               | E. W. Elst                       |
| 21039 -               | 1990 ES4     | 2 tháng 3 năm 1990   | La Silla               | E. W. Elst                       |
| 21040 -               | 1990 OZ      | 20 tháng 7 năm 1990  | Palomar                | E. F. Helin                      |
| 21041                 | 1990 QO1     | 22 tháng 8 năm 1990  | Palomar                | H. E. Holt                       |
| 21042 -               | 1990 QT7     | 16 tháng 8 năm 1990  | La Silla               | E. W. Elst                       |
| 21043                 | 1990 RT2     | 15 tháng 9 năm 1990  | Palomar                | H. E. Holt                       |
| 21044                 | 1990 SE1     | 16 tháng 9 năm 1990  | Palomar                | H. E. Holt                       |
| 21045                 | 1990 SQ1     | 18 tháng 9 năm 1990  | Palomar                | H. E. Holt                       |
| 21046                 | 1990 SH3     | 18 tháng 9 năm 1990  | Palomar                | H. E. Holt                       |
| 21047 Hodierna        | 1990 SE5     | 22 tháng 9 năm 1990  | La Silla               | E. W. Elst                       |
| 21048 -               | 1990 SV9     | 22 tháng 9 năm 1990  | La Silla               | E. W. Elst                       |
| 21049                 | 1990 SU16    | 17 tháng 9 năm 1990  | Palomar                | H. E. Holt                       |
| 21050 Beck            | 1990 TG2     | 10 tháng 10 năm 1990 | Tautenburg Observatory | F. Börngen, L. D. Schmadel       |
| 21051 -               | 1990 UM      | 20 tháng 10 năm 1990 | Oohira                 | T. Urata                         |
| 21052 -               | 1990 UG5     | 16 tháng 10 năm 1990 | La Silla               | E. W. Elst                       |
| 21053                 | 1990 VE      | 10 tháng 11 năm 1990 | Yakiimo                | A. Natori, T. Urata              |
| 21054 -               | 1990 VL5     | 15 tháng 11 năm 1990 | La Silla               | E. W. Elst                       |
| 21055 -               | 1990 YR      | 23 tháng 12 năm 1990 | Okutama                | T. Hioki, S. Hayakawa            |
| 21056 -               | 1991 CA1     | 14 tháng 2 năm 1991  | Palomar                | E. F. Helin                      |
| 21057 -               | 1991 GJ8     | 8 tháng 4 năm 1991   | La Silla               | E. W. Elst                       |
| 21058 -               | 1991 GF9     | 10 tháng 4 năm 1991  | La Silla               | E. W. Elst                       |
| 21059 Penderecki      | 1991 GR10    | 9 tháng 4 năm 1991   | Tautenburg Observatory | F. Börngen                       |
| 21060 -               | 1991 JC      | 2 tháng 5 năm 1991   | Oohira                 | T. Urata                         |
| 21061 -               | 1991 JD      | 3 tháng 5 năm 1991   | Oohira                 | T. Urata                         |
| 21062 Iasky           | 1991 JW1     | 13 tháng 5 năm 1991  | Palomar                | C. S. Shoemaker, E. M. Shoemaker |
| 21063                 | 1991 JC2     | 8 tháng 5 năm 1991   | Siding Spring          | R. H. McNaught                   |
| 21064 Yangliwei       | 1991 LY1     | 6 tháng 6 năm 1991   | La Silla               | E. W. Elst                       |
| 21065 -               | 1991 NM      | 10 tháng 7 năm 1991  | Palomar                | E. F. Helin                      |
| 21066                 | 1991 NG5     | 10 tháng 7 năm 1991  | La Silla               | H. Debehogne                     |
| 21067 -               | 1991 PY1     | 2 tháng 8 năm 1991   | La Silla               | E. W. Elst                       |
| 21068 -               | 1991 PL2     | 2 tháng 8 năm 1991   | La Silla               | E. W. Elst                       |
| 21069 -               | 1991 PY3     | 3 tháng 8 năm 1991   | La Silla               | E. W. Elst                       |
| 21070 -               | 1991 PD6     | 6 tháng 8 năm 1991   | La Silla               | E. W. Elst                       |
| 21071 -               | 1991 PE7     | 6 tháng 8 năm 1991   | La Silla               | E. W. Elst                       |
| 21072                 | 1991 PU8     | 5 tháng 8 năm 1991   | Palomar                | H. E. Holt                       |
| 21073 Darksky         | 1991 RE      | 4 tháng 9 năm 1991   | Siding Spring          | R. H. McNaught                   |
| 21074 Rügen           | 1991 RA4     | 12 tháng 9 năm 1991  | Tautenburg Observatory | F. Börngen, L. D. Schmadel       |
| 21075 Heussinger      | 1991 RF4     | 12 tháng 9 năm 1991  | Tautenburg Observatory | F. Börngen, L. D. Schmadel       |
| 21076 Kokoschka       | 1991 RG4     | 12 tháng 9 năm 1991  | Tautenburg Observatory | F. Börngen, L. D. Schmadel       |
| 21077                 | 1991 RG14    | 13 tháng 9 năm 1991  | Palomar                | H. E. Holt                       |
| 21078                 | 1991 RR16    | 15 tháng 9 năm 1991  | Palomar                | H. E. Holt                       |
| 21079                 | 1991 RR17    | 11 tháng 9 năm 1991  | Palomar                | H. E. Holt                       |
| 21080                 | 1991 RD18    | 13 tháng 9 năm 1991  | Palomar                | H. E. Holt                       |
| 21081                 | 1991 RC19    | 14 tháng 9 năm 1991  | Palomar                | H. E. Holt                       |
| 21082 Araimasaru      | 1991 TG2     | 13 tháng 10 năm 1991 | Okutama                | T. Hioki, S. Hayakawa            |
| 21083                 | 1991 TH14    | 2 tháng 10 năm 1991  | Palomar                | C. P. de Saint-Aignan            |
| 21084                 | 1991 UV3     | 31 tháng 10 năm 1991 | Kushiro                | S. Ueda, H. Kaneda               |
| 21085                 | 1991 UL4     | 18 tháng 10 năm 1991 | Kushiro                | S. Ueda, H. Kaneda               |
| 21086 -               | 1992 AO1     | 10 tháng 1 năm 1992  | Okutama                | T. Hioki, S. Hayakawa            |
| 21087 Petsimpallas    | 1992 BH2     | 30 tháng 1 năm 1992  | La Silla               | E. W. Elst                       |
| 21088 -               | 1992 BL2     | 30 tháng 1 năm 1992  | La Silla               | E. W. Elst                       |
| 21089 Mochizuki       | 1992 CQ      | 8 tháng 2 năm 1992   | Geisei                 | T. Seki                          |
| 21090 -               | 1992 DZ6     | 29 tháng 2 năm 1992  | La Silla               | UESAC                            |
| 21091 -               | 1992 DK8     | 29 tháng 2 năm 1992  | La Silla               | UESAC                            |
| 21092 -               | 1992 EJ6     | 1 tháng 3 năm 1992   | La Silla               | UESAC                            |
| 21093 -               | 1992 EK6     | 1 tháng 3 năm 1992   | La Silla               | UESAC                            |
| 21094 -               | 1992 EP7     | 1 tháng 3 năm 1992   | La Silla               | UESAC                            |
| 21095 -               | 1992 EG11    | 6 tháng 3 năm 1992   | La Silla               | UESAC                            |
| 21096 -               | 1992 EZ11    | 6 tháng 3 năm 1992   | La Silla               | UESAC                            |
| 21097 -               | 1992 ER25    | 8 tháng 3 năm 1992   | La Silla               | UESAC                            |
| 21098 -               | 1992 EB27    | 2 tháng 3 năm 1992   | La Silla               | UESAC                            |
| 21099 -               | 1992 GM2     | 4 tháng 4 năm 1992   | La Silla               | E. W. Elst                       |
| 21100                 | 1992 OB      | 26 tháng 7 năm 1992  | Siding Spring          | R. H. McNaught                   |